# ديك أوكونيل
ديك أوكونيل (بالإنجليزية: Dick O'Connell) هو مسير أعمال أمريكي، ولد في 19 سبتمبر 1914 في وينثروب ‏ في الولايات المتحدة، وتوفي في 18 أغسطس 2002.